# Xenotyphlops mocquardi
Xenotyphlops mocquardi е вид влечуго от семейство Xenotyphlopidae.

## Разпространение
Видът е разпространен в Мадагаскар.